# Partido Colorado (Uruguay)
Die Partido Colorado (deutsch Farbige Partei) ist eine Partei in Uruguay.

## Inhaltliche Ausrichtung
Die Partido Colorado gilt als eher liberal, städtisch und antiklerikal geprägt. Innerhalb der Gesamt-Partei existieren unterschiedliche programmatische Positionen, die sich in der Bildung diverser einzelner Gruppierungen, den sogenannten Clubs oder Listen, manifestiert.

## Geschichte
Die Partei wurde 1836 gegründet. Die ersten Jahrzehnte der Partei waren geprägt von Kämpfen gegen die Partido Nacional (früher Partido Blanco, deutsch Weiße Partei). Im Jahr 1839 brach sogar ein Bürgerkrieg zwischen den Konservativen (Blancos) unter Manuel Oribe und den Liberalen (Colorados) unter José Fructuoso Rivera aus. Der Krieg dauerte bis ins Jahr 1851 und endete mit einem Sieg der Colorados.
Zwischen 1865 und 1959 hielten die Liberalen die Macht in Uruguay in den Händen, ehe die Partido Nacional nach 94 Jahren die Regierung erstmals wieder für sich entscheiden konnte. Einer der einflussreichsten liberalen Politiker war José Batlle y Ordóñez, Begründer des sogenannten Batllismo, der auch heute noch in Uruguay dominierenden politischen Strömung (und im übrigen Großonkel des am 28. November 1999 zum Präsidenten gewählten Jorge Batlle Ibáñez), Präsident zwischen 1903 und 1907 sowie zwischen 1911 und 1915, der die Geschichte des Landes maßgeblich beeinflusst hat und der auch die Basis für die heutige Politik gelegt hat.

## Aktuelle Situation
Am 8. März 2012 wurde die seit 1995 für das Departamento Tacuarembó in der Cámara de Representantes sitzende Abgeordnete Martha Montaner zur neuen Generalsekretärin der Partei gewählt. Diese Position wird innerhalb der Partei, einem jährlichen Rotationsprinzip folgend neu besetzt. Mit Montaner, deren Wahl auf den Weltfrauentag fiel, besetzt nicht nur erstmals in der Parteigeschichte eine Frau diese Position. Auch in Bezug auf das gesamte uruguayische Parteiensystem ist sie damit die erste Frau in dieser herausgehobenen parteiinternen Funktion.

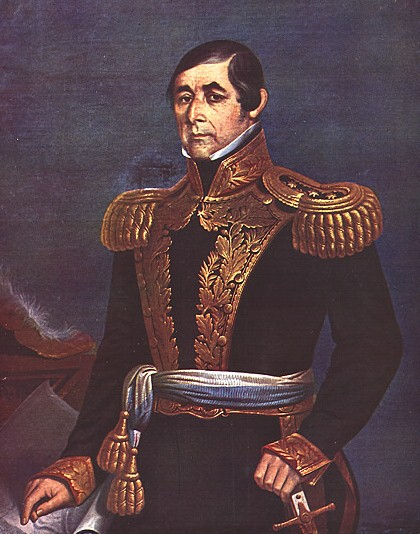
José Fructuoso Rivera
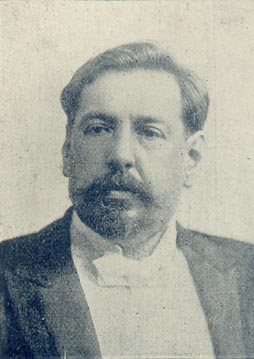
José Batlle y Ordóñez 1900